# 菲森
菲森（德語：Füssen，發音：[ˈfʏsn̩] ⓘ）是德国巴伐利亚州施瓦本行政区东阿尔高县的城市，位于莱希河河畔，南临奥地利，面积43.48平方千米，2023年12月31日人口为16,072人。
菲森是巴伐利亚州最高的市镇，海拔808米。著名的新天鹅堡和高天鹅堡均位于附近。